# Berthy Suárez
Juan Berthy Suárez Capobianco (Santa Cruz de la Sierra, 24 giugno 1969) è un ex calciatore boliviano, di ruolo attaccante.

## Caratteristiche tecniche
Attaccante, giocava come centravanti.

## Carriera

### Club
Suárez debuttò nel corso del campionato nazionale del 1990: alla sua prima stagione disputò ventidue incontri, segnando otto reti. Rimase con il Blooming fino al torneo 1994: superò quota 100 presenze e raggiunse le cinquanta marcature. Nel 1995 passò al Guabirá, sempre nella massima divisione boliviana. Con la maglia del nuovo club mostrò buone doti realizzative, chiudendo la stagione con il secondo posto in entrambe le fasi del campionato e ottenendo il titolo di miglior marcatore, con 29 gol. Le prestazioni con la compagine di Montero gli valsero il trasferimento negli Stati Uniti d'America: in occasione della prima annata della Major League Soccer, venne trasferito tramite allocation al D.C. United, la squadra della capitale Washington, insieme al compagno di Nazionale Marco Etcheverry. Con la formazione nordamericana trovò poco spazio, concludendo l'annata con due presenze all'attivo, per un totale di 160 minuti. Tornò poi in patria, al The Strongest di La Paz. Alla sua prima annata dopo l'esperienza statunitense realizzò 17 gol; alla seconda stagione ne marcò 22. Nel 1999 tornò a giocare nella sua natia Santa Cruz, firmando per l'Oriente Petrolero; dopo la stagione 1999 integrò di nuovo i ranghi del The Strongest, chiudendovi la carriera dopo il campionato 2001.

### Nazionale
Nel 1991 fece il suo esordio in Nazionale maggiore. Nello stesso anno venne incluso nella lista per la Copa América. Al suo debutto nella competizione, il 7 luglio contro l'Uruguay, segnò la rete del provvisorio vantaggio boliviano al 16º minuto. Giocò poi contro il Brasile (venendo sostituito nell'intervallo da Baldivieso) e con la Colombia. Nel 1995 fu nuovamente chiamato per la Copa América. Scese in campo per la prima e unica volta contro gli Stati Uniti, disputando il primo tempo per poi lasciar spazio ad Angola. Nel 1997 prese parte a due incontri delle qualificazioni al campionato mondiale di calcio 1998 contro Paraguay (10 settembre ad Asunción) ed Ecuador (12 ottobre a Guayaquil).

## Palmarès

### Club

#### Competizioni nazionali
- Campionato MLS: 1

D.C. United: 1996
- Lamar Hunt U.S. Open Cup: 1

D.C. United: 1996

### Individuale
- Capocannoniere della Liga del Fútbol Profesional Boliviano: 1

1995 (29 gol)